# Championnat d'Europe de skeleton 1985
Navigation
Édition précédente Édition suivante
Le championnat d'Europe de skeleton 1985, cinquième édition du championnat d'Europe de skeleton, a lieu en 1985 à Sarajevo, en Yougoslavie. Il est remporté par le Suisse Nico Baracchi devant l'Autrichien Andi Schmid et le Suisse Urs Vescoli.